# Ludovico Antonio Muratori
Lodovico Antonio Muratori (* 21. října 1672, Vignola – 23. ledna 1750, Modena) byl italský katolický kněz, osvícenský vzdělanec a otec italského dějepisectví. Jeho spisy měly velký vliv i na osvícenskou kulturu v habsburské monarchii.

## Život
Muratoriho myšlenky šířila první učená společnost na území ovládaném rakouskými Habsburky Societas eruditorum incognitorum in terris Austriacis prostřednictvím prvního vědeckého časopisu v monarchii Monatliche Auszüge.

## Výběr z díla

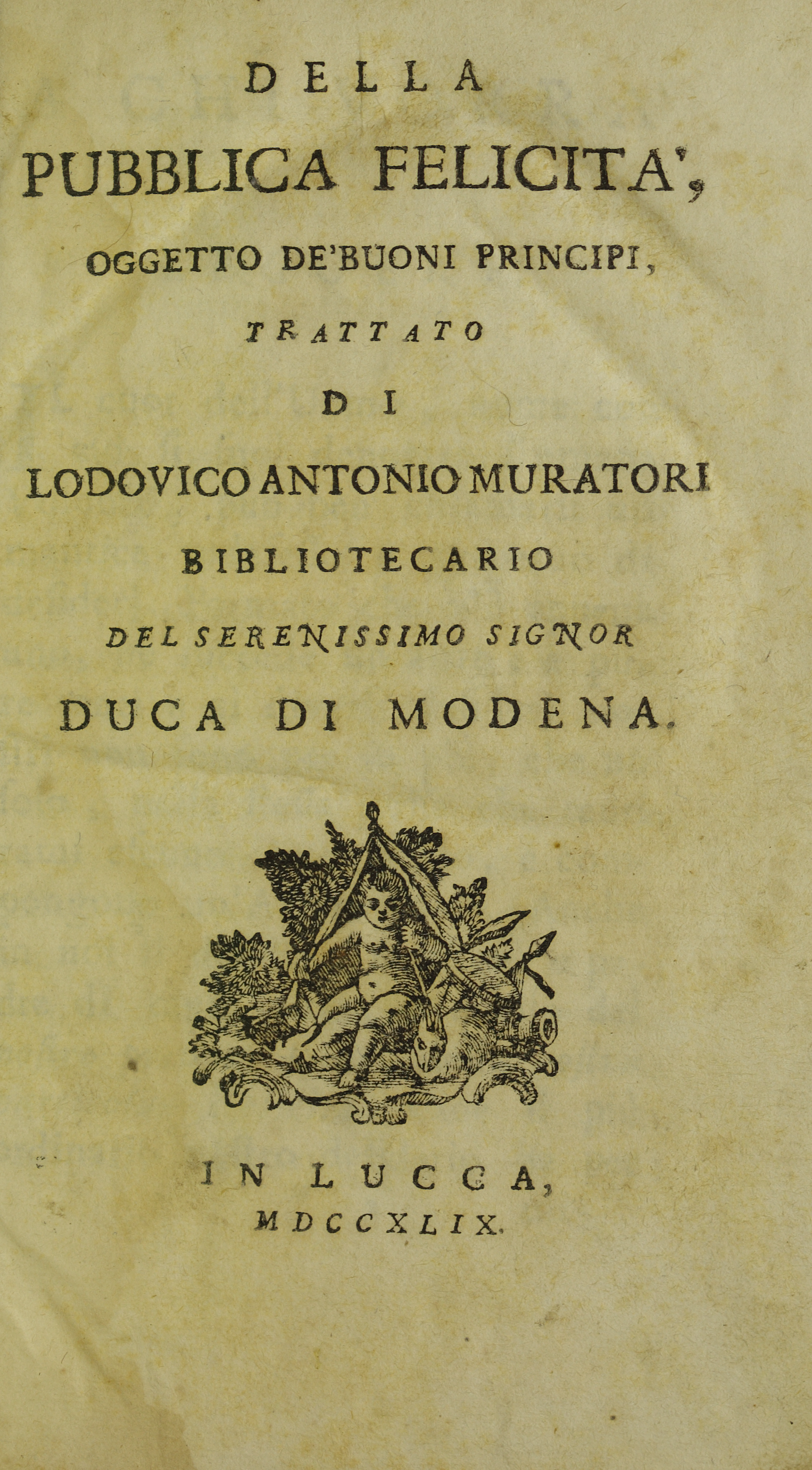
Della pubblica felicità, 1749

- Anecdota, quae ex ambrosianae bibliothecae codicibus, I-IV, Milano 1697, 1698, Padua 1713.
- Primi disegni della Repubblica letteraria d'Italia, Venezia, 1703.
- Della perfetta poesia italiana, Modena 1706.
- Riflessioni sopra il buon gusto, Venezia 1708.
- Anecdota Graeca, 1709.
- Piena esposizione dei diritti imperiali ed estensi sopra la città di Comacchio, Modena 1712.
- De ingeniorum moderatione in religionis negotio, Paris 1714.
- Rerum italicarum scriptores I-XXVII, Milano 1723-1738.
- Antiquitates italicae Medii Aevi, I-VI, Milano 1738-1743.
- Della carità cristiana, Modena 1723.
- De regolata devotione de´christiani, 1723 (český překlad: O pravé křestianské pobožnosti, kniha Laminda Pryntanya aneb slovutného muže Ludvíka Antonè Muratorya, we wlaským jazyku sepsaná, nyní pak do cžeštiny přenesená, Praha 1778).
- De superstitione vitanda, Venezia 1743.
- Dei difetti della giurisprudenza, Venezia 1742.
- Delle forze dell'intendimento umano, Venezia 1745.
- Della forza della fantasia umana, Venezia 1745.
- Annali d'Italia, Venezia 1744-1749.
- Cristianesimo felice nelle missioni de' padri della Compagnia di Gesù nel Paraguay, 1743-1749.
- De Jurisprudentiae Naevis Dissertatio, 1753.

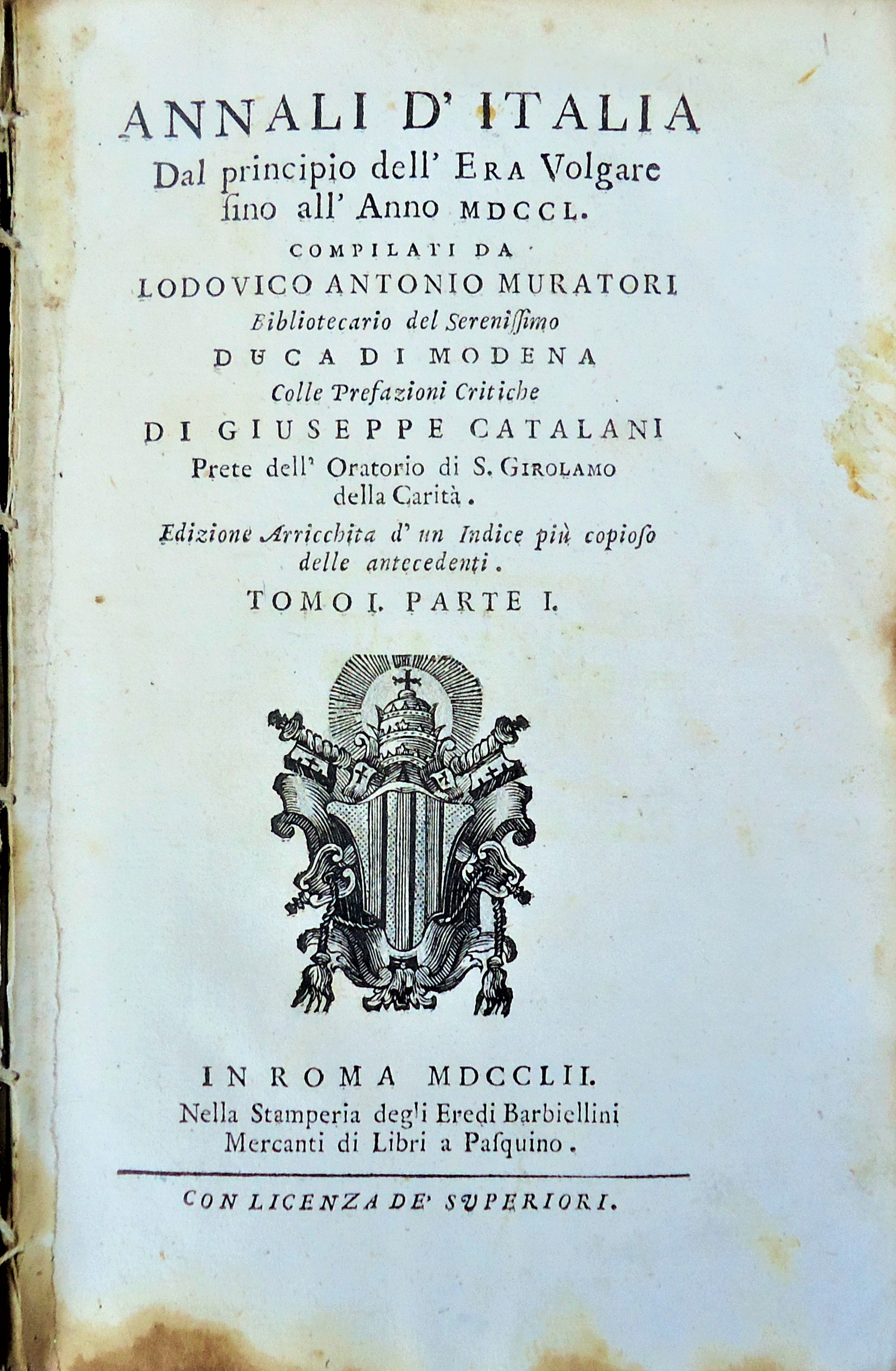
Lodovico Antonio Muratori-Annali Italia-Roma, 1752, t. I, p. I